# Seznam moštev Svetovnega prvenstva v nogometu 1934
Stran zajema nogometna moštva, ki so nastopila na Svetovnem prvenstvu v nogometu leta 1934.

### Italija- Prvaki
Selektor: Vittorio Pozzo
| Št. | Položaj | Igralec                   | Datum rojstva (starost) | Nastopi | Klub              |
| --- | ------- | ------------------------- | ----------------------- | ------- | ----------------- |
| -   | DF      | Luigi Allemandi           |                         |         | Ambrosiana-Inter  |
| -   | FW      | Pietro Arcari             |                         |         | A.C. Milan        |
| -   | MF      | Luigi Bertolini           |                         |         | Juventus F.C.     |
| -   | FW      | Felice Placido Borel (II) |                         |         | Juventus F.C.     |
| -   | DF      | Umberto Caligaris         |                         |         | Juventus F.C.     |
| -   | MF      | Armando Castellazzi       |                         |         | Ambrosiana-Inter  |
| -   | GK      | Guiseppe Cavanna          |                         |         | AC Napoli         |
| -   | GK      | Giampiero Combi           |                         |         | Juventus F.C.     |
| -   | FW      | Attilio De Maria          |                         |         | Ambrosiana-Inter  |
| -   | FW      | Giovanni Ferrari          |                         |         | Juventus F.C.     |
| -   | MF      | Attilio Ferraris (IV)     |                         |         | A.S. Roma         |
| -   | FW      | Enrico Guaita             |                         |         | A.S. Roma         |
| -   | FW      | Anfilogino Guarisi        |                         |         | S.S. Lazio        |
| -   | GK      | Guido Masetti             |                         |         | A.S. Roma         |
| -   | FW      | Giuseppe Meazza           |                         |         | Ambrosiana-Inter  |
| -   | MF      | Luis Monti                |                         |         | Juventus F.C.     |
| -   | DF      | Eraldo Monzeglio          |                         |         | Bologna F.C. 1909 |
| -   | FW      | Raimundo Orsi             |                         |         | Juventus F.C.     |
| -   | MF      | Mario Pizziolo            |                         |         | ACF Fiorentina    |
| -   | DF      | Virginio Rosetta          |                         |         | Juventus F.C.     |
| -   | FW      | Angelo Schiavio           |                         |         | Bologna F.C. 1909 |
| -   | MF      | Mario Varglien            |                         |         | Juventus F.C.     |

### Češkoslovaška- 2. mesto
Selektor: Karel Petrů
| Št. | Položaj | Igralec            | Datum rojstva (starost) | Nastopi | Klub            |
| --- | ------- | ------------------ | ----------------------- | ------- | --------------- |
| -   | MF      | Jaroslav Bouček    |                         |         | AC Sparta Praha |
| -   | DF      | Jaroslav Burgr     |                         |         | AC Sparta Praha |
| -   | MF      | Štefan Čambal      |                         |         | Slavia Praha    |
| -   | DF      | Josef Čtyřoký      |                         |         | AC Sparta Praha |
| -   | DF      | Ferdinand Daučík   |                         |         | Slavia Praha    |
| -   | FW      | František Junek    |                         |         | Slavia Praha    |
| -   | FW      | Géza Kalocsay      |                         |         | AC Sparta Praha |
| -   | MF      | Vlastimil Kopecký  |                         |         | Slavia Praha    |
| -   | MF      | Josef Košťálek     |                         |         | AC Sparta Praha |
| -   | MF      | Rudolf Krčil       |                         |         | Slavia Praha    |
| -   | FW      | Oldřich Nejedlý    |                         |         | AC Sparta Praha |
| -   | GK      | Čestmír Patzel     |                         |         | Teplitzer FK    |
| -   | GK      | František Plánička |                         |         | Slavia Praha    |
| -   | FW      | Antonín Puč        |                         |         | Slavia Praha    |
| -   | FW      | Josef Silný        |                         |         | AC Nimes        |
| -   | MF      | Adolf Šimperski    |                         |         | Slavia Praha    |
| -   | FW      | Jiří Sobotka       |                         |         | Slavia Praha    |
| -   | MF      | Erich Srbek        |                         |         | AC Sparta Praha |
| *   | MF      | František Šterc    |                         |         | SK Židenice     |
| -   | FW      | František Svoboda  |                         |         | Slavia Praha    |
| -   | MF      | Antonín Vodička    |                         |         | Slavia Praha    |
| -   | DF      | Ladislav Ženíšek   |                         |         | Slavia Praha    |

### Nemčija- 3. mesto
Selektor: Otto Nerz
| Št. | Položaj | Igralec              | Datum rojstva (starost) | Nastopi | Klub                   |
| --- | ------- | -------------------- | ----------------------- | ------- | ---------------------- |
| *   | MF      | Ernst Albrecht       |                         |         | Fortuna Düsseldorf     |
| -   | FW      | Jakob Bender         |                         |         | Fortuna Düsseldorf     |
| -   | GK      | Fritz Buchloh        |                         |         | VfB Speldorf           |
| -   | DF      | Wilhelm Busch        |                         |         | TuS Duisburg           |
| -   | FW      | Edmund Conen         |                         |         | FV Saarbrucken         |
| -   | FW      | Franz Dienert        |                         |         | VfB Muhlburg           |
| -   | MF      | Rudolf Gramlich      |                         |         | FC Eintracht Frankfurt |
| -   | DF      | Sigmund Haringer     |                         |         | FC Bayern München      |
| -   | FW      | Matthias Heidemann   |                         |         | SC Bonn                |
| -   | FW      | Karl Hohmann         |                         |         | VfL Benrath            |
| -   | GK      | Hans Jakob           |                         |         | Jahn Regensburg        |
| -   | MF      | Paul Janes           |                         |         | Fortuna Düsseldorf     |
| -   | FW      | Stanislaus Kobierski |                         |         | Fortuna Düsseldorf     |
| -   | GK      | Willibald Kress      |                         |         | Rot-Weiss Frankfurt    |
| -   | FW      | Ernest Lehner        |                         |         | Schwaben Augsburg      |
| -   | MF      | Reinhold Munzenberg  |                         |         | Alemannia Aachen       |
| -   | FW      | Rudolf Noack         |                         |         | SV Hamburg             |
| -   | DF      | Hans Schwartz        |                         |         | SpVgg Viktoria Hamburg |
| -   | FW      | Otto Siffling        |                         |         | Waldhof Mannheim       |
| -   | FW      | Josef Streb          |                         |         | Wacker München         |
| -   | MF      | Fritz Szepan         |                         |         | FC Schalke 04          |
| -   | MF      | Paul Zielinski       |                         |         | SV Union Harnborn      |

### Avstrija
Selektor: Hugo Meisl
| Št. | Položaj | Igralec           | Datum rojstva (starost) | Nastopi | Klub         |
| --- | ------- | ----------------- | ----------------------- | ------- | ------------ |
| -   | FW      | Josef Bican       |                         |         | Rapid Wien   |
| -   | FW      | Georg Braun       |                         |         | Wiener SC    |
| -   | DF      | Franz Cisar       |                         |         | Wiener SC    |
| -   | GK      | Friederich Franzl |                         |         | Wiener SC    |
| -   | FW      | Josef Hassmann    |                         |         | First Vienna |
| -   | MF      | Leopold Hofmann   |                         |         | First Vienna |
| -   | FW      | Johann Horvath    |                         |         | First Vienna |
| -   | DF      | Anton Janda       |                         |         | Admira Wien  |
| -   | FW      | Mathias Kaburek   |                         |         | Rapid Wien   |
| -   | GK      | Peter Platzer     |                         |         | Admira Wien  |
| -   | GK      | Rudolf Raftl      |                         |         | Rapid Wien   |
| -   | FW      | Anton Schall      |                         |         | Admira Wien  |
| -   | DF      | Willibald Schmaus |                         |         | First Vienna |
| -   | DF      | Karl Sesta        |                         |         | Wiener SC    |
| -   | FW      | Matthias Sindelar |                         |         | Austria Wien |
| -   | MF      | Josef Smistik     |                         |         | Rapid Wien   |
| -   | FW      | Josef Stroh       |                         |         | Austria Wien |
| -   | MF      | Johann Urbanek    |                         |         | Admira Wien  |
| -   | FW      | Rudolf Viertl     |                         |         | Austria Wien |
| -   | MF      | Franz Wagner      |                         |         | Rapid Wien   |
| -   | FW      | Otto Walzhofer    |                         |         | Wacker Wien  |
| -   | FW      | Karl Zischek      |                         |         | Wacker Wien  |

### Španija
Selektor: Amadeo García Salazar
| Št. | Položaj | Igralec                                        | Datum rojstva (starost) | Nastopi | Klub                   |
| --- | ------- | ---------------------------------------------- | ----------------------- | ------- | ---------------------- |
| -   | FW      | Crisanto Bosch Espin                           |                         |         | Espanyol Barcelona     |
| -   | FW      | Guillermo Campanal (I) Gonzalez del Rio Garcia |                         |         | Sevilla FC             |
| -   | FW      | Eduardo Chacho Gonzalez Valino                 |                         |         | Deportivo de La Coruña |
| -   | MF      | Leonardo Cilaurren Uriarte                     |                         |         | Athletic Bilbao        |
| -   | DF      | Siunaga Ciriaco Errasti                        |                         |         | Real Madrid            |
| -   | FW      | Federico Fede Saiz Villegas                    |                         |         | Sevilla FC             |
| -   | FW      | Guillermo Gorostiza Paredes                    |                         |         | Athletic Bilbao        |
| -   | DF      | Juan Hilario Marrero Perez                     |                         |         | Real Madrid            |
| -   | FW      | Jose Iraragorri Ealo                           |                         |         | Athletic Bilbao        |
| -   | FW      | Ramon Lafuente Leal                            |                         |         | Athletic Bilbao        |
| -   | FW      | Isidro Langara Galarraga                       |                         |         | Real Oviedo            |
| -   | FW      | Simon Lecue Andrade                            |                         |         | Betis Sevilla          |
| -   | MF      | Martin Marculeta Barberia                      |                         |         | Real Sociedad          |
| -   | MF      | Jose Muguerza Antinua                          |                         |         | Athletic Bilbao        |
| -   | GK      | Juan Jose Nogues Portalatin                    |                         |         | FC Barcelona           |
| -   | DF      | Jacinto Quincoces (I) Lopez                    |                         |         | Real Madrid            |
| -   | FW      | Luis Regueiro Pagola                           |                         |         | Real Madrid            |
| -   | FW      | Martin Ventolra                                |                         |         | FC Barcelona           |
| -   | DF      | Ramon Zabalo Zubiarre                          |                         |         | FC Barcelona           |
| -   | GK      | Ricardo Zamora                                 |                         |         | Real Madrid            |
| -   | FW      | Pedro Sole Juroy                               |                         |         | Espanyol Barcelona     |
| -   | FW      | Luis Martin                                    |                         |         | Athletic Bilbao        |

### Madžarska
Selektor: Ödön Nádas
| Št. | Položaj | Igralec          | Datum rojstva (starost) | Nastopi | Klub                 |
| --- | ------- | ---------------- | ----------------------- | ------- | -------------------- |
| -   | FW      | István Avar      |                         |         | Újpesti TE           |
| -   | DF      | Sándor Bíró      |                         |         | MTK Hungária FC      |
| -   | MF      | János Dudás      |                         |         | MTK Hungária FC      |
| -   | DF      | Gyula Futó       |                         |         | Újpesti TE           |
| -   | GK      | József Háda      |                         |         | Ferencvárosi TC      |
| -   | FW      | Tibor Kemény     |                         |         | Ferencvárosi TC      |
| -   | MF      | Gyula Lázár      |                         |         | Ferencvárosi TC      |
| -   | FW      | Imre Markos      |                         |         | Debreceni Bocskai FC |
| -   | MF      | János Móré       |                         |         | Ferencvárosi TC      |
| -   | MF      | István Palotás   |                         |         | Debreceni Bocskai FC |
| -   | MF      | Gyula Polgár     |                         |         | Ferencvárosi TC      |
| -   | FW      | György Sárosi    |                         |         | Ferencvárosi TC      |
| -   | DF      | László Sternberg |                         |         | Újpesti TE           |
| -   | GK      | Antal Szabó      |                         |         | MTK Hungária FC      |
| -   | FW      | Gábor Szabó      |                         |         | Újpesti TE           |
| -   | MF      | Antal Szalay     |                         |         | Újpesti TE           |
| -   | MF      | György Szűcs     |                         |         | Újpesti TE           |
| -   | DF      | István Tamássy   |                         |         | Újpesti TE           |
| -   | FW      | Pál Teleki       |                         |         | Debreceni Bocskai FC |
| -   | FW      | Géza Toldi       |                         |         | Ferencvárosi TC      |
| -   | MF      | József Turay     |                         |         | Ferencvárosi TC      |
| -   | DF      | József Vágó      |                         |         | Debreceni Bocskai FC |
| -   | FW      | János Vanicsek   |                         |         | FC Padova            |
| -   | FW      | Jenő Vincze      |                         |         | Debreceni Bocskai FC |

### Švica
Selektor: Heini Müller
| Št. | Položaj | Igralec            | Datum rojstva (starost) | Nastopi | Klub                    |
| --- | ------- | ------------------ | ----------------------- | ------- | ----------------------- |
| -   | FW      | André Abegglen     |                         |         | Grasshopper-Club Zürich |
| -   | GK      | Renato Bizzozero   |                         |         | FC Lugano               |
| -   | FW      | Joseph Bossi       |                         |         | FC Bern                 |
| -   | FW      | Albert Buche       |                         |         | FC Nordstern Basel      |
| -   | FW      | Otto Bühler        |                         |         | Grasshopper-Club Zürich |
| -   | MF      | Ernst Frick        |                         |         | FC Luzern               |
| -   | DF      | Louis Gobet        |                         |         | FC Bern                 |
| -   | MF      | Albert Guinchard   |                         |         | Servette FC             |
| -   |         | Erwin Hochstrasser |                         |         | Lausanne Sports         |
| -   | GK      | Willy Huber        |                         |         | Grasshopper-Club Zürich |
| -   | MF      | Paul Hufschmid     |                         |         | FC Basel                |
| -   | MF      | Fernand Jaccard    |                         |         | FC La Tour-de-Peilz     |
| -   | FW      | Alfred Jack        |                         |         | FC Basel                |
| -   | FW      | Willy Jaggi        |                         |         | Lausanne Sports         |
| -   | FW      | Leopold Kielholz   |                         |         | Servette FC             |
| -   | MF      | Edmond Loichot     |                         |         | Servette FC             |
| -   | DF      | Severino Minelli   |                         |         | Grasshopper-Club Zürich |
| -   | DF      | Arnaldo Ortelli    |                         |         | FC Lugano               |
| -   | FW      | Raymond Passello   |                         |         | Servette FC             |
| -   | GK      | Frank Séchehaye    |                         |         | Servette FC             |
| -   | FW      | Willy Von Kanel    |                         |         | FC Bienne-Biel          |
| -   | DF      | Max Weiler         |                         |         | Grasshopper-Club Zürich |
| -   | DF      | Walter Weiler      |                         |         | Grasshopper-Club Zürich |

### Švedska
Selektor: Josef Nagy
| Št. | Položaj | Igralec            | Datum rojstva (starost) | Nastopi | Klub                   |
| --- | ------- | ------------------ | ----------------------- | ------- | ---------------------- |
| -   | MF      | Ernst Andersson    |                         |         | IFK Göteborg           |
| -   | FW      | Otto Andersson     |                         |         | Örgryte IS             |
| -   | DF      | Sven Andersson     |                         |         | AIK Stockholm          |
| -   | DF      | Nils Axelsson      |                         |         | Helsingborgs IF        |
| -   | MF      | Rune Carlsson      |                         |         | IFK Eskilstuna         |
| -   | MF      | Victor Carlund     |                         |         | Örgryte IS             |
| -   | FW      | Gosta Dunker       |                         |         | Sandvikens IF          |
| -   | FW      | Ragnar Gustavsson  |                         |         | GAIS                   |
| -   | FW      | Carl Erik Holmberg |                         |         | Örgryte IS             |
| -   |         | Gunnar Jansson     |                         |         | Gefle IF               |
| -   | FW      | Sven Jonasson      |                         |         | IF Elfsborg Boras      |
| -   | FW      | Tore Keller        |                         |         | IK Sleipner Norrkoping |
| -   | FW      | Knut Kroon         |                         |         | Helsingborgs IF        |
| -   | MF      | Helge Liljebjorn   |                         |         | GAIS                   |
| -   | FW      | Harry Lundahl      |                         |         | IFK Eskilstuna         |
| -   | FW      | Gunnar Olsson      |                         |         | GAIS                   |
| -   | MF      | Nils Rosen         |                         |         | Helsingborgs IF        |
| -   | GK      | Anders Rydberg     |                         |         | IFK Göteborg           |
| -   | GK      | Einar Snitt        |                         |         | Sandvikens IF          |
| -   |         | Arvid Thörn        |                         |         | IFK Grängesberg        |
| -   | GK      | Eivar Widlund      |                         |         | AIK Solna              |

### Francija
Selektor: George Kimpton
| Št. | Položaj | Igralec             | Datum rojstva (starost) | Nastopi | Klub                   |
| --- | ------- | ------------------- | ----------------------- | ------- | ---------------------- |
| -   | FW      | Joseph Alcazar      |                         |         | Olympique de Marseille |
| -   | FW      | Alfred Aston        |                         |         | Red Star Paris         |
| -   | MF      | Georges Beaucourt   |                         |         | Lille OSC              |
| -   | FW      | Bruno Courtois      |                         |         | FC Sochaux             |
| -   | GK      | Robert Defosse      |                         |         | Lille OSC              |
| -   | MF      | Edmond Delfour      |                         |         | RC Paris               |
| -   | MF      | Celestin Delmer     |                         |         | Amiens                 |
| -   | MF      | Louis Gabrillargues |                         |         | FC Sete                |
| -   | DF      | Joseph Gonzales     |                         |         | Fives                  |
| -   | FW      | Frederic Keller     |                         |         | Strasbourg             |
| -   | FW      | Pierre Korb         |                         |         | FC Mulhouse            |
| -   | FW      | Lucien Laurent      |                         |         | CA Paris               |
| -   | GK      | Rene Liense         |                         |         | FC Sete                |
| -   | MF      | Noel Lietaer        |                         |         | Excelsior Roubaix      |
| -   | DF      | Jacques Mairesse    |                         |         | Red Star Paris         |
| -   | DF      | Etienne Mattler     |                         |         | FC Sochaux             |
| -   | FW      | Jean Nicolas        |                         |         | FC Rouen               |
| -   | MF      | Roger Rio           |                         |         | FC Rouen               |
| -   | GK      | Alex Thepot         |                         |         | Red Star Paris         |
| -   | DF      | Jules Vandooren     |                         |         | OC Lillois             |
| -   | FW      | Émile Veinante      |                         |         | RC Paris               |
| -   | MF      | Georges Verriest    |                         |         | RC Roubaix             |

### Nizozemska
Selektor: Robert Glendenning
| Št. | Položaj | Igralec                 | Datum rojstva (starost) | Nastopi | Klub                     |
| --- | ------- | ----------------------- | ----------------------- | ------- | ------------------------ |
| -   | MF      | Wim Anderiesen          | 27. november 1903       | 20      | Ajax Amsterdam           |
| -   | FW      | Bep Bakhuys             | 16. april 1909          | 7       | AC Zwolle                |
| -   | FW      | Jan Graafland           |                         | 0       | HBS Den Haag             |
| -   | GK      | Leo Halle               | 17. februar 1903        | 2       | Go Ahead Eagles Deventer |
| -   | FW      | Wim Langendaal          | 13. april 1909          | 0       | Xerxes Rotterdam         |
| -   | FW      | Kees Mijnders           | 28. september 1912      | 3       | DFC Dordrecht            |
| -   | FW      | Jaap Mol                | 3. februar 1912         | 5       | KFC Koog                 |
| -   | MF      | Toon Oprinsen           | 25. november 1910       | 1       | NOAD Breda               |
| -   | MF      | Bas Paauwe              | 4. oktober 1911         | 1       | SC Feyenoord Rotterdam   |
| -   | MF      | Henk Pellikaan          | 10. november 1910       | 10      | Longa Tilburg            |
| -   | FW      | Arend Schoemaker        | 8. november 1911        | 1       | Quick Den Haag           |
| -   | FW      | Kick Smit               | 3. november 1911        | 4       | HFC Haarlem              |
| -   | GK      | Gejus van de Meulen     | 23. januar 1903         | 53      | HFC Haarlem              |
| -   | DF      | Jan van Diepenbeek      | 5. avgust 1903          | 2       | Ajax Amsterdam           |
| -   | MF      | Puck van Heel           | 21. januar 1904         | 41      | SC Feyenoord Rotterdam   |
| -   | GK      | Adri van Male           | 7. oktober 1910         | 4       | SC Feyenoord Rotterdam   |
| -   | FW      | Joop van Nellen         | 15. marec 1910          | 17      | DHC                      |
| -   | DF      | Sjef van Run            | 12. julij 1904          | 19      | PSV Eindhoven            |
| -   | FW      | Leen Vente              | 14. maj 1911            | 5       | Neptunus Rotterdam       |
| -   | FW      | Hans Marinus Vrauwdeunt | 29. april 1915          | 0       | Feyenoord Rotterdam      |
| -   | DF      | Mauk Weber              | 1. marec 1914           | 14      | ADO Den Haag             |
| -   | FW      | Frank Wels              | 21. februar 1909        | 14      | Unitas Gorinchem         |

### Argentina
Selektor: Felipe Pascucci
| Št. | Položaj | Igralec                     | Datum rojstva (starost) | Nastopi | Klub                                  |
| --- | ------- | --------------------------- | ----------------------- | ------- | ------------------------------------- |
| -   | MF      | Ernesto Albarracín          |                         |         | Club Sportivo Buenos Aires            |
| -   | DF      | Ramón Astudillo             |                         |         | Colón de Santa Fe                     |
| -   | DF      | Ernesto Antonio Belis       |                         |         | Club Atletico Defensores de Belgrano  |
| -   | DF      | Enrique Chimento            |                         |         | Club Atletico Barracas Central        |
| -   | FW      | Alfredo Ciriaco De Vincenzi |                         |         | Club Atletico Estudiantil Porteno     |
| -   | GK      | Héctor Luis Freschi         |                         |         | Sarmiento Chaco                       |
| -   | FW      | Alberto Galateo             |                         |         | Unión de Santa Fe                     |
| -   | GK      | Ángel Grippa                |                         |         | Club Sportivo Alsina                  |
| -   | FW      | Roberto Luis Iraneta        |                         |         | Club de Gimnasia y Esgrima de Mendoza |
| -   | FW      | Luca Izzeta                 |                         |         | Club Atletico Defensores de Belgrano  |
| -   | MF      | Arcadio Julio López         |                         |         | Club Sportivo Buenos Aires            |
| -   | MF      | Alfonso Lorenzo             |                         |         | Club Atletico Barracas Central        |
| -   | MF      | José Nehin                  |                         |         | Club Sportivo Desamparados            |
| -   | DF      | Juan Carlos Pedevilla       |                         |         | Club Atletico Estudiantil Porteno     |
| -   | FW      | Vincente Francisco Pérez    |                         |         | Club Almagro                          |
| -   | FW      | Francisco Rua               |                         |         | Club Sportivo Dock Sud                |
| -   | MF      | Constantino Sosa-Urbieta    |                         |         | Godoy Cruz Mendoza                    |
| -   | FW      | Federico Wilde              |                         |         | Unión de Santa Fe                     |

### Romunija
Selektor: Constantin Rădulescu
| Št. | Položaj | Igralec          | Datum rojstva (starost) | Nastopi | Klub               |
| --- | ------- | ---------------- | ----------------------- | ------- | ------------------ |
| -   | DF      | Gheorghe Albu    |                         |         | Venus Bucureşti    |
| -   | FW      | Iuliu Baratky    |                         |         | Crişana Oradea     |
| -   | FW      | Zoltán Beke      |                         |         | Ripensia Timişoara |
| -   | FW      | Silviu Bindea    |                         |         | Ripensia Timişoara |
| -   | FW      | Iuliu Bodola     |                         |         | CAO Oradea         |
| -   | DF      | Rudolf Bürger    |                         |         | Ripensia Timişoara |
| -   | FW      | Gheorghe Ciolac  |                         |         | Ripensia Timişoara |
| -   | FW      | István Klimek    |                         |         | ILSA Timişoara     |
| -   | MF      | Rudolf Kotormán  |                         |         | Ripensia Timişoara |
| -   | DF      | Alexandru Cuedan |                         |         | Rapid Bucureşti    |
| -   | MF      | Vasile Deheleanu |                         |         | Ripensia Timişoara |
| -   | FW      | Stefan Dobay     |                         |         | Ripensia Timişoara |
| -   | MF      | Gusztáv Juhász   |                         |         | Juventus Bucureşti |
| -   | FW      | Miklós Kovács    |                         |         | CAO Oradea         |
| -   | MF      | József Moravetz  |                         |         | RGMT Timişoara     |
| -   | GK      | Adalbert Püllöck |                         |         | Crişana Oradea     |
| -   | FW      | Sándor Schwartz  |                         |         | Ripensia Timişoara |
| -   | FW      | Graţian Sepi     |                         |         | Universitatea Cluj |
| -   | DF      | Lazăr Sfera      |                         |         | Venus Bucureşti    |
| -   | DF      | Imre Vogl        |                         |         | Juventus Bucureşti |
| -   | GK      | Károly Weichelt  |                         |         | CAO Oradea         |
| -   | GK      | Vilmos Zombori   |                         |         | Ripensia Timişoara |

### Egipt
Selektor: James McRea
| Št. | Položaj | Igralec                       | Datum rojstva (starost) | Nastopi | Klub                   |
| --- | ------- | ----------------------------- | ----------------------- | ------- | ---------------------- |
| -   | MF      | Hassan Hamed El-Far           |                         |         | Zamalek Mokhtalat      |
| -   | DF      | Ali Mohammed El-Said El Kaf   |                         |         | Zamalek Mokhtalat      |
| -   | FW      | Abdel Rahman Fawzy            |                         |         | Al-Masry AC Port Said  |
| -   | FW      | Mohammed Latif                |                         |         | Zamalek Mokhtalat      |
| -   | GK      | Mostafa Kamel Mansour         |                         |         | Al-Ahly National SC    |
| -   | FW      | Mahmoud Rafai Moktar El-Tetch |                         |         | Al-Ahly National SC    |
| -   | MF      | Hassan Raghab                 |                         |         | Union Recreation Ithad |
| -   | FW      | Mostafa Kamel Taha            |                         |         | Zamalek Mokhtalat      |
| -   | MF      | Hafez Kasseb                  |                         |         | Al-Olympi Alexandria   |
| -   | MF      | Ismail Rafaat                 |                         |         | Zamalek Mokhtalat      |
| -   | FW      | Mohammed Helmy Hassan         |                         |         | Al-Masry AC Port Said  |
| -   | DF      | Abdelhamid Abdou Ibrahim      |                         |         | Al-Olympi Alexandria   |
| -   | GK      | Abdel Aziz Fahmy              |                         |         | Al-Ahly National SC    |
| -   |         | Yacout El Soury               |                         |         |                        |
| -   | DF      | Ibrahim Sharley Abdel Hamidu  |                         |         | Al-Olympi Alexandria   |
| -   | FW      | Hani Labib Mahmoud            |                         |         | Al-Ahly National SC    |
| -   | FW      | Kamel Mosaoud                 |                         |         |                        |
| -   |         | Mahmoud Ismail El Nigero      |                         |         | Cairo Shourta Police   |
| -   | MF      | Mohammed Farid Bakhati        |                         |         | Zamalek Mokhtalat      |
| -   |         | Wagih El Kashef               |                         |         |                        |
| -   | MF      | Ali Hussein Abdel Shafi       |                         |         | Zamalek Mokhtalat      |
| -   |         | Ahmed Halim Ibrahim           |                         |         | Zamalek Mokhtalat      |

### Brazilija
Selektor: Luis Augusto Vinhais
| Št. | Položaj | Igralec           | Datum rojstva (starost) | Nastopi | Klub                  |
| --- | ------- | ----------------- | ----------------------- | ------- | --------------------- |
| -   | MF      | Ariel             |                         |         | Botafogo              |
| -   | FW      | Armandinho        |                         |         | São Paulo da Floresta |
| -   | FW      | Átila             |                         |         | Botafogo              |
| -   | FW      | Waldemar de Brito |                         |         | São Paulo da Floresta |
| -   | MF      | Canalli           |                         |         | Botafogo              |
| -   | FW      | Carvalho Leite    |                         |         | Botafogo              |
| -   | GK      | Germano           |                         |         | Botafogo              |
| -   | FW      | Leônidas          |                         |         | Vasco da Gama         |
| -   | FW      | Luisinho          |                         |         | São Paulo da Floresta |
| -   | DF      | Luiz Luz          |                         |         | Peñarol               |
| -   | MF      | Martim            |                         |         | Botafogo              |
| -   | DF      | Octacílio         |                         |         | Botafogo              |
| -   | FW      | Patesko           |                         |         | Nacional              |
| -   | GK      | Pedrosa           |                         |         | Botafogo              |
| -   | DF      | Sylvio Hoffman    |                         |         | São Paulo da Floresta |
| -   | MF      | Tinoco            |                         |         | Vasco da Gama         |
| -   | MF      | Valdir            |                         |         | Botafogo              |

### Belgija
Selektor: Hector Goetinck
| Št. | Položaj | Igralec              | Datum rojstva (starost) | Nastopi | Klub                                    |
| --- | ------- | -------------------- | ----------------------- | ------- | --------------------------------------- |
| -   | GK      | Arnold Badjou        |                         |         | Daring Club de Bruxelles Société Royale |
| -   | MF      | Desire Bourgeois     |                         |         | RFC Malinois                            |
| -   | FW      | Jean Brichaut        |                         |         | Royal Standard Club Liege               |
| -   | FW      | Jean Capelle         |                         |         | Royal Standard Club Liege               |
| -   | MF      | Jean Claessens       |                         |         | R. Union Saint-Gilloise                 |
| -   | FW      | Francois Devries     |                         |         | Royal Antwerp FC                        |
| -   | FW      | Laurent Grimmonprez  |                         |         | Royal Racing Club de Gand               |
| -   | MF      | Auguste Hellemans    |                         |         | Royal FC Malinois                       |
| -   | FW      | Albert Heremans      |                         |         | Daring Club de Bruxelles Société Royale |
| -   | DF      | Constant Joacim      |                         |         | Royal Berchem Sport                     |
| -   | FW      | Robert Lamoot        |                         |         | Daring Club de Bruxelles Société Royale |
| -   | FW      | Rene Ledent          |                         |         | Royal Standard Club Liege               |
| -   | DF      | Jules Pappaert       |                         |         | R. Union Saint-Gilloise                 |
| -   | MF      | Frans Peeraer        |                         |         | Royal Antwerp FC                        |
| *   | MF      | Georges Putmans      |                         |         | Royal Standard Club Liege               |
| -   | MF      | Charles Simons       |                         |         | Royal Antwerp FC                        |
| -   | DF      | Philibert Smellinckx |                         |         | R. Union Saint-Gilloise                 |
| -   | GK      | Andre Van De Weyer   |                         |         | R. Union Saint-Gilloise                 |
| -   | MF      | Joseph Van Ingelgem  |                         |         | Daring Club Bruxelles                   |
| -   | FW      | Louis Versijp        |                         |         | Royal FC Brugeois                       |
| -   | FW      | Bernard Voorhoof     |                         |         | KSK Liersche                            |
| -   | MF      | Felix Welkenhuysen   |                         |         | R. Union Saint-Gilloise                 |

### ZDA
Selektor: David Gould
| Št. | Položaj | Igralec            | Datum rojstva (starost) | Nastopi | Klub                          |
| --- | ------- | ------------------ | ----------------------- | ------- | ----------------------------- |
| -   | MF      | Thomas Amrhein     |                         |         | Baltimore Canton              |
| -   | DF      | Edward Czerkiewicz |                         |         | Pawtucket Rangers             |
| -   | FW      | Walter Dick        |                         |         | Pawtucket Rangers             |
| -   | FW      | Aldo Donelli       |                         |         | Pittsburgh Curry Silver Tops  |
| -   | MF      | William Fiedler    |                         |         | Philadelphia German-Americans |
| -   | MF      | Thomas Florie      |                         |         | Pawtucket Rangers             |
| -   | MF      | James Gallagher    |                         |         | Cleveland Slavia              |
| -   | MF      | Billy Gonsalves    |                         |         | St. Louis Stix, Baer & Fuller |
| -   | DF      | Albert Harker      |                         |         | Philadelphia German-Americans |
| -   | GK      | Julius Hjulian     |                         |         | Chicago Wonderbolts           |
| -   | GK      | William Lehmann    |                         |         | St. Louis Stix, Baer & Fuller |
| -   | MF      | Tom Lynch          |                         |         | Brooklyn Celtics              |
| -   | DF      | Joseph Martinelli  |                         |         | Pawtucket Rangers             |
| -   | FW      | William McLean     |                         |         | St. Louis Stix, Baer & Fuller |
| -   | DF      | George Moorhouse   |                         |         | New York Giants               |
| -   | FW      | Werner Nilsen      |                         |         | St. Louis Stix, Baer & Fuller |
| -   | MF      | Peter Pietras      |                         |         | Philadelphia German-Americans |
| -   | DF      | Herman Rapp        |                         |         | Philadelphia German-Americans |
| -   | FW      | Francis Ryan       |                         |         | Philadelphia German-Americans |

- Opomba*: Seznami moštva zajemajo tudi rezerve, zamenjave in predhodno izbrane igralci, ki so lahko sodelovali v kvalifikacijah, lahko pa potem niso nastopili v finalu.